# Phryganea ulmeri
Phryganea ulmeri is een fossiele soort schietmot uit de familie Phryganeidae.